# Agustín Zaragoza y Godiner
Agustín Zaragoza y Godiner (nacido y muerto en fechas desconocidas) fue el gobernador de Castellón de la Plana en 1838. Es conocido por una serie de cartas dirigidas a Isabel II sobre los avances de la guerra durante las primeras guerras carlistas.

## Cartas
Las cartas de Agustín Zaragoza y Godiner se conservan en el Archivo Histórico Nacional (AHN) y son accesibles en línea a través del Portal de Archivos Españoles (PARES). 
En las misivas se relatan día a día los avances de los generales carlistas Cabrera, Merino y Forcadell entre otros, así como las reacciones del general liberal Oraá, e incluye copias de cartas del General Bosco quejándose de la actuación de Oraá, o redactadas por la iglesia católica para que los párrocos valencianos insten a los carlistas a la paz.

## Otros hechos conocidos
En 1835 figura en el BOPZ (Boletín Oficial de la Provincia de Zaragoza) en una orden de secuestro de bienes en contra de la iglesia como gobernador civil interino.